# Senicidio

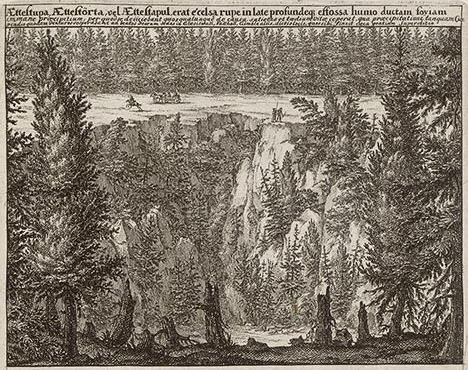
Ettestupa, eettesturta o eettestapul era una caída horrible desde un alto acantilado a una enorme profundidad, donde se precipitaban personas que por alguna razón se cansaban de vivir; Con esto esperaban llegar más rápidamente al dulce hogar de los dioses en Glysisvall, Valhall, Gimle u otros lugares, que la ciega superstición del pueblo había inventado. Posiblemente represente una de las estupas familiares en una de las laderas de diabasa de las montañas Västgöta.

Senicidio o gerontocidio, es el abandono hasta la muerte, el suicidio o el asesinato de personas ancianas.

## Historia
Los puntos de vista y las repercusiones legales en las diferentes sociedades han variado enormemente en lo relativo al senicidio.
Van Hoof, en 1990, examina 87 reportes de personas mayores en la antigüedad clásica que se habían suicidado. De ellos, veinte estuvieron motivados por la impaciencia, diecisiete por humillación, doce por vanidad y diez por el sufrimiento. Van Hoof además ofrece estadísticas sobre los métodos de suicidio, tanto los exitosos como los que no conseguían su propósito. 
El método más utilizado era la muerte de hambre, en dieciocho de sesentaiún casos conocidos. El suicidio con armas ocupaba el segundo lugar, con trece casos, seguido del envenenamiento, con once casos documentados. El uso de varios métodos (siete reportados, concretamente) sugiere que no había una técnica considerada más apropiada, ni condenada por completo. En cualquier caso, Atenas tenía una ley que desdeñaba el suicidio por ahorcamiento, quizá porque la muerte estaba conectada con una estructura que no podía hacerse desaparecer fácilmente, como es el caso de un árbol, por lo que el acto de purificación, si se consideraba necesario, sería más difícil de llevar a cabo.

## Por cultura

### Hérulos
Los Hérulos fueron una tribu germánica durante el período de las grandes migraciones. Procopio de Cesarea documenta en su obra Las guerras, como los Hérulos ataban a los enfermos y viejos a una estaca alta y los dejaban morir antes de quemar los cuerpos.

### India
El senicidio se practica hoy en día en el estado de Tamil Nadu[cita requerida]. La práctica tradicional de senicidio por miembros de la familia se conoce como Thalaikoothal. A la persona mayor se le da un baño de aceite pronto por la mañana y se le hace beber varios vasos de agua de coco hasta conseguir un fallo renal y una fiebre alta, lo que le provoca la muerte en uno o dos días.
En 2010, la administración india estableció un servicio de monitorización de las personas mayores en distrito de Virudhunagar para evitar estas prácticas.

### Inuit
Una creencia común es que los Inuit dejarían a los mayores sobre el hielo para morir por hipotermia. El senicidio inut ha sido raro, excepto en épocas de hambre. El último caso conocido fue en 1939

### Japón
Ubasute (姥捨, abandonar a una mujer mayor), era una costumbre en Japón en el pasado distante, por la cual un pariente enfermo o anciano era llevado a una montaña, o algún otro lugar remoto y desolado, y abandonado allí para morir. Esta costumbre se ha representado vívidamente en la novela, llevada al cine La balada de Narayama.

### Serbia
El Lapot es la práctica del senicidio en Serbia: el asesinato de los progenitores u otros miembros mayores de la familia una vez que se volvían una carga económica para la familia. 
De acuerdo con T. R. Georgevitch (Đorđević), escribiendo sobre las tierras altas serbias del este, en la región de Zaječar, el asesinato se llevaba a cabo con un hacha o estaca y todo el pueblo estaba invitado a verlo. En algunos lugares se colocaba una mazorca de maíz sobre la cabeza de la víctima para que pareciera que era el maíz y no la familia quien ejecutaba.
Georgevitch sugiera que esta práctica es legendaria y se pudo originar en cuentos en el periodo de la ocupación romana de la región. Además, de esta tradición se habla en el docudrama de 1972 Legenda o Lapotu (La leyenda del Lapot) de Goran Paskaljević, en la cual, tras un año de mala cosecha, se asesina ritualmente a un hombre mayor que ya no puede trabajar.
- Véase artículo en inglés: Lapot.

### Suecia
En el folclore nórdico, el Ättestupa es un risco desde el cual se dejaban caer a las personas mayores para morir. A día de hoy no existe una evidencia histórica sobre el tema.